# Symbiosis
Symbiosis was een attractie in het Amerikaanse attractiepark Epcot, die geopend werd op 1 oktober 1982. Het is een film die ingaat op de symbiose van de mens en de natuur, in zowel positieve als negatieve zin. De attractie werd gesloten op 1 januari 1995 en werd vervangen door Circle of Life: An Environmental Fable.

## Geschiedenis
Samen met Listen to the Land en Kitchen Kabaret vormde Symbiosis de eerste serie attracties van het The Land-paviljoen in Epcot, dat samen met de rest van het park geopend zou worden. Symbiosis zou daarbij een film worden over de samenleving van de mens met de natuur. Regisseur, producent en scenarioschrijver Paul Gerber gaf aan dat hij hiervoor "a contemplative, majectic experience, with moments of quiet beauty but also with moments of violent action" wilde creëren. Voor het concept van de film werd advies ingewonnen van Carl Hodges van de universiteit van Arizona, die tevens voorzitter van het wetenschappelijke adviescomité voor het hele The Land-paviljoen was.
Voor de film werden 22 verschillende landen gescout als potentiële opnamelocatie, uiteindelijk is er in de film slechts materiaal te zien van 18 verschillende landen. Het filmen zelf duurde 43 weken, waarvan de filmcrew vaak uit 8 of minder personen bestond. De camera's die gebruikt zijn voor de film zijn 2 draagbare 65mm-camera's van Panavision. Symbiosis was de eerste film van Disney waarvan de audio digitaal gemixt werd. Uiteindelijk werd de film voor het eerst vertoond op de opening van Epcot op 1 oktober 1982.
Op 1 januari 1995 werden de deuren van Symbiosis voorgoed gesloten. Iets minder dan een maand later werd de vervangende attractie geopend: Circle of Life: An Environmental Fable. Hiervoor werden selecties uit het filmmateriaal van Symbiosis hergebruikt.

## Beschrijving
Gasten betraden de attractie via de ingang op de eerste verdieping in het The Land-paviljoen van Epcot, die toegang gaf tot een wachtruimte. Voor aanvang van de film, hield een medewerker een introductiepraatje en somde daarin enkele aanwijzingen op voor de gasten. Daarna gingen de deuren open en konden gasten de filmzaal betreden. Wederom hield een medewerker dan een praatje met daarin enkele aanwijzingen; vervolgens startte deze medewerker de film en opende het filmdoek zich.
De film begint met een zwart beeld dat verandert in het beeld van een opkomende zon, begeleid door de gesproken tekst "Nothing in the universe exists alone. Every drop of water, every human being, all creatures in the web of life and all ideas in the web of knowledge are part of an immense, evolving, dynamic whole, as old and as young as the universe itself." Vervolgens worden enkele beelden getoond van verschillende, stille landschappen, gevolgd door beelden van verschillende wilde dieren. Uiteindelijk volgen beelden van de individuele mensen ofwel samen met dieren, ofwel samen met deze natuur. Daarna staat er een indiaan te paard in beeld, in wat een ongerept landschap lijkt. Als de camera echter uitzoomt, komt daarbij het volledige landschap in beeld, dat gedomineerd wordt door de onnatuurlijke Hoover Dam. De verteller concludeert: "All creatures in the web of live, all ideas in the web of knowledge... Suddenly, this timeless equation, this delicate balance seems threatened."
De focus van de film verlegt zich naar hoe de mens uiteindelijk haar omgeving is gaan veranderen, in plaats van dat de mens zich naar zijn omgeving aanpaste. Dit wordt geïllustreerd aan de hand van de omvorming van bergen naar rijstterrassen, om zo aan het voedselprobleem van destijds te kunnen voldoen. Vervolgens wordt de switch gemaakt naar de hedendaagse tijd, waarbij onder andere wordt getoond hoe de moderne landbouw op minder kwetsende manieren dan voorheen gebruik maakt van het land. Daarna volgt de problematiek rondom waterhuishouding, waarbij enerzijds wordt getoond hoe droge gebieden hun gebied weer vruchtbaar maken (onder andere woestijnirrigatie in Israël), maar anderzijds hoe gebieden omgaan met een teveel aan water (onder andere hoe Nederland het water buiten houdt met windmolens en dijken). Er wordt geïllustreerd hoe techniek kan helpen in de omgang van de mens met de natuur.
De volgende scènes tonen dat de mens echter is doorgeslagen in het enthousiasme voor techniek in deze symbiose, zoals het overmatig gebruik van landbouwgronden met gevolg tot erosie en overstromingen als gevolg van ontboste heuvels. De focus ligt echter niet op dit 'doorgeslagen enthousiasme', maar hoe de mens vervolgens dit enthousiasme heeft getemperd. Voorbeelden daarbij zijn het opschonen van de Theems, het opschonen van de wateren rondom Konstanz, de instandhouding van bossen in Duitsland, Zweden en de Verenigde Staten door bosbeheer en het herstel van voormalig uitgeputte landbouwgrond door nieuwe methoden zoals no-till farming. De verteller suggereert dat hoewel er al veel aan natuurbescherming wordt gedaan, er nog veel werk te doen is. Dat terwijl er inmiddels talloze technieken zijn om als mens beter met het land om te gaan. Het enige dat daarvoor nodig is, stelt hij, is de wil om dat ook daadwerkelijk te doen. Hij eindigt: "For every drop of water, every human being, all creatures in the web of life, nothing in the universe exists alone."
Daarmee was de film afgelopen en gingen de uitgangsdeuren van de zaal open, die uitkwamen op de begane grond van het The Land-paviljoen.

## Trivia
- Symbiosis is na sluiting van de attractie in 1995 nog tweemaal vertoond: allereerst in 1998 op het Widescreen Weekend in Bradford in Engeland en daarnaast in oktober 2012 op het 8th Todd-AO Festival at the Schauburg in Karlsruhe in Duitsland.[1]